# فضای اقلیدسی

مختصات هر نقطه در فضای اقلیدسی سه بعدی، با سه‌تایی مرتب نشان داده می‌شود.

فضای برداری {\displaystyle \mathbb {R} ^{k}} با ضرب داخلی و نرم {\displaystyle \|\mathbf {x} \|={\bigg (}\sum _{i=1}^{k}x_{i}^{2}{\bigg )}^{1/2}} که {\displaystyle \mathbf {x} =(x_{1},x_{2},\ldots ,x_{k})\in \mathbb {R} ^{k}}، را فضای اقلیدسی k بعدی می‌نامیم.
{\displaystyle \mathbb {R} }، فضای اقلیدسی یک‌بعدی یا همان خط حقیقی است. {\displaystyle \mathbb {R} \times \mathbb {R} } یا {\displaystyle \mathbb {R} ^{2}} نیز فضای اقلیدسی دو بعدی است که به آن صفحه اقلیدسی یا دستگاه مختصات دکارتی می‌گوییم. با تعمیم این مفاهیم فضای اقلیدسی nبعدی یا {\displaystyle \mathbb {R} ^{n}} و به همین ترتیب فضای اقلیدسی بینهایت بعدی، {\displaystyle \mathbb {R} ^{\omega }} تعریف می‌شوند.
فضاهای با بعد بالاتر در زمینه‌هایی مانند نسبیت، مکانیک آماری و مکانیک کوانتومی کاربرد دارند. در مکانیک کوانتمی حتی فضاهای با بعد نامتناهی نیز کاربرد دارند.

## تعاریف و اصطلاحات
یک نقطه در فضای دو بعدی عبارت است از جفت مرتبی از عددهای حقیقی مانند {\displaystyle (x_{1},x_{2})}. به همین طریق یک نقطه در فضای سه بعدی، سه‌تایی مرتبی از عددهای حقیقی مانند {\displaystyle (x_{1},x_{2},x_{3})} است؛ بنابراین می‌توان nتایی مرتبی از عددهای حقیقی مانند {\displaystyle (x_{1},x_{2},\ldots ,x_{n})} را به عنوان نقطه‌ای در فضای nبعدی در نظر گرفت.